# Be×Boy magazine
 (mars 2019).
Be×Boy magazine (également écrit BexBoy ou Be X Boy) était un magazine de prépublication bimestriel français consacré au manga yaoi réservé à un public adulte. Il était édité par les éditions Asuka. Il contenait 9 chapitres de 9 manga yaoi différents et 1 poster double face et coûtait 5,95 € (mars 2011). En plus des séries, le magazine contenait un horoscope, un dossier spécial en page centrale, un lexique du yaoi, des descriptions de manga ou fanzine boy's love et yaoi, un courrier des lecteurs avec également des fanarts et fanfictions.
Il y a eu 15 numéros au total.

## Fonctionnement du magazine
Le Be×Boy magazine n'est pas vendu en kiosque mais en librairie et il est impossible de s'y abonner. Il est issu d'un accord entre l'éditeur français Asuka et l'éditeur japonais Libre Publishing et est homonyme du magazine japonais BE×BOY édité par Libre. Du fait de cet accord, seuls les manga édités par Libre sortiront en pré-publication dans le magazine.  Tous les manga pré-publiés dans le magazine sortiront en volumes reliés. Ce magazine est un support publicitaire permettant de découvrir de nouvelle séries, c'est pourquoi les séries sont fréquemment remplacées, bien avant d'être terminées dans le magazine, lorsqu'elle s'apprêtent à sortir en volumes reliés.